# Kansas City Hopewell

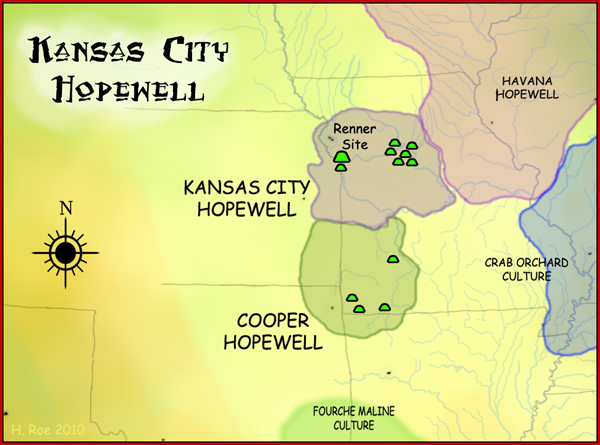
Carte montrant l'emplacement relatif de la tradition « Kansas City Hopewell » dans la culture Hopewell.

La tradition culturelle Kansas City Hopewell est une des zones les plus à l'ouest parmi les variantes de la culture Hopewell. Cette civilisation précolombienne de la période sylvicole a duré de 1 av. J.-C. à 750 apr. J.-C. environ.
Les peuples de la culture de Kansas City Hopewell commencent à utiliser l'agriculture en complément des ressources de la collecte et de la chasse. Ils s'établissent dans des habitats sédentaires.
Les archéologues en distinguent trois phases successives. Ces phases sont déterminées par la datation au carbone 14, par le style de décors ornementaux, et par la forme des armes de jet. La zone de cette variante culturelle se situe à l'emplacement des actuels états américains du Kansas et du Missouri.

## Histoire et caractéristiques
Au sein de la culture Hopewell précolombienne qui a duré de 100 av. J.-C. à 700 apr. J.-C. environ, la zone de tradition dite « Kansas City Hopewell » s'étend sur les actuels états américains du Kansas et du Missouri, de part et d'autre de la rivière Kansas, le long de cette rivière jusqu'à son confluent avec la rivière Missouri. Trente sites archéologiques témoignant de cette culture sont recensés.
Les sites de cette tradition culturelle sont caractérisés par des styles de poterie distinctifs et par d'impressionnants monticules funéraires contenant des tombes avec une voûte en pierre. Les archéologues et historiens ne savent pas encore si cette culture s'est développée sur place lorsque la population a adopté la culture Hopewell, ou bien si des immigrants de la culture Hopewell se sont installés dans cette zone en y important leur bagage culturel.
La culture de Kansas City Hopewell s'inscrit dans le vaste système d'échanges Hopewell, qui a commencé dans les vallées fluviales de l'Ohio et de l'Illinois vers 300 avant notre ère. La « culture Hopewell » est davantage considérée comme un système d'interactions et d'échanges commerciaux entre diverses cultures locales que comme une société ou une culture unique. Les réseaux commerciaux de Hopewell étaient assez étendus, comme l'ont montré les vestiges de produits comme l'obsidienne de la région de Yellowstone, le cuivre du lac Supérieur et les coquillages de la côte du golfe dans des endroits éloignés de leurs origines.
Au sein de cette culture Hopewell, la culture Kansas City Hopewell concerne une période plus restreinte, allant de 1 apr. J.-C. à 750 apr. J.-C. environ. Cette période Hopewell de Kansas City est divisée par les archéologues en trois phases successives, en se basant sur les dates au radiocarbone, les changements dans les styles de pointes des armes de jet, et les décors des objets en céramique.
La première phase, dite de Rowbridge, va de 1 apr. J.-C. à 250 apr. J.-C.. Elle est caractérisée par des décors dentelés et poinçonnés, et par des bosselures sur les bords des navires. Les pointes de projectile montrent une large lame.
La deuxième phase de Kansas City va de 250 apr. J.-C. à 500 apr. J.-C.. Elle est caractérisée des lignes avec des hachures et des incisions, ainsi que des motifs ponctués sur les bords des navires. Les pointes de projectiles ont un triangle imbriqué, avec une tige ou des encoches angulaires.
La troisième et dernière période est dite de Edwardsville. Elle va de 500 apr. J.-C. à 750 apr. J.-C. environ. Elle est notamment caractérisée par des objets aux surfaces parfois crénelées avec très peu d'autres motifs décoratifs. Les pointes des armes de jet sont en forme de coin.
Les peuples de Kansas City Hopewell cultivaient diverses plantes domestiquées, notamment des courges et des sureaux des marais, les Iva annua. Mais la majorité de leur alimentation semble provenir de produits de la collecte et de la chasse, comme les graines, les noix, le cerf, le raton laveur et la dinde. L'exploitation des ressources de la forêt de chênes et de caryer leur permet de s'établir dans des villages permanents.
Le site archéologique du village de Renner à Riverside, dans le Missouri, est l'un des nombreux sites à proximité du confluent de Line Creek et de la rivière Missouri. Ce site contient des vestiges de Hopewell et du Mississippien moyen. Le site de Trowbridge près de Kansas City est proche de la limite ouest de la culture Hopewell. La poterie de style « Hopewell » et les outils en pierre, typiques des vallées fluviales de l'Illinois et de l'Ohio, sont abondants sur le site de Trowbridge et la poterie décorée de style Hopewell apparaît rarement plus à l'ouest.
Le site archéologique de Cloverdale est situé au débouché d'une petite vallée qui s'ouvre sur la vallée de la rivière Missouri, près de Saint Joseph, dans le Missouri. C'est un site à plusieurs occupations successives, avec d'abord l'occupation de Kansas City Hopewell (de 100 apr. J.-C. à 500 apr. J.-C.), puis de Steed Kisker (vers 1200 apr. J.-C.).
À partir de 500 apr. J.-C. jusque vers 1000 apr. J.-C., la période sylvicole tardive, la culture « Kansas City Hopewell » se transforme et évolue en d'autres traditions culturelles. Les habitants de cette époque commencent à vivre dans de petits hameaux groupant deux à trois familles, et commencent à dépendre davantage de l'agriculture. Ces groupes sont la culture du village central des plaines connue sous le nom de phase de Steed-Kisker.
L'université du Kansas conserve dans ses collections environ deux mille objets archéologiques issus de vingt-trois sites du Kansas City Hopewell, ce qui représente la collection la plus complète de cette culture.

## Sources
- (en) Cet article est partiellement ou en totalité issu de l’article de Wikipédia en anglais intitulé « Kansas City Hopewell » (voir la liste des auteurs).